# موکسینو
موکسینو (به لاتین: Muksino) یک منطقهٔ مسکونی در روسیه است که در باشقیرستان واقع شده‌است.